# Vevang
Vevang est une localité située sur la  route de l'Atlantique  dans la commune de Hustadvika, comté de Møre og Romsdal. Vevang se trouve à la fin de cette route de l'Atlantique et à seulement 3,5 km au nord-ouest se trouve le phare de Kvitholmen. Les villes les plus proches sont Kristiansund et Molde. 

## Histoire
Vevang était une localité de la commune de Kornstad jusqu'à ce qu'au 1er janvier 1964, elle ait été transférée à la commune de Eide
Le nom Vevang date d'avant l'ère chrétienne. L'origine du nom prête à débat puisqu'il deux explications de son origine.
Il a également été découvert un certain nombre d'éboulis et de tombes datant de la fin de l'âge de pierre. Vevang a également plusieurs bunkers datant de l'occupation au cours de la seconde guerre mondiale.